# 三河高浜駅
三河高浜駅（みかわたかはまえき）は、愛知県高浜市春日町五丁目にある、名鉄三河線の駅。駅番号はMU06。manacaが使用可能。

## 歴史
- 1918年（大正7年）4月20日 - 三河鉄道の駅として開業[1]。
- 1941年（昭和16年）6月1日 - 三河鉄道が名古屋鉄道に合併。同社三河線の駅となる。
- 1957年（昭和32年）8月25日 - 駅舎改築[2]。
- 1977年（昭和52年）5月25日 - 貨物営業廃止[3]。
- 1994年（平成6年）12月25日 - 橋上駅化[3]。電車の当駅への進入が右側通行から左側通行に変わる。
- 2005年（平成17年）
  - 8月9日 - 駅集中管理システム導入により無人駅となる[2]。
  - 9月14日 - 「トランパス」導入。
- 2011年（平成23年）2月11日 - ICカード乗車券「manaca」供用開始。
- 2012年（平成24年）2月29日 - トランパス供用終了。

## 通称
三河高浜駅は地元住民や名鉄従業員からは「三高（さんたか）」と呼ばれることが多い。元名鉄従業員の新實守によれば1950年代にはすでに当駅を「三高」と通称して乗車券を求める客がいたという。

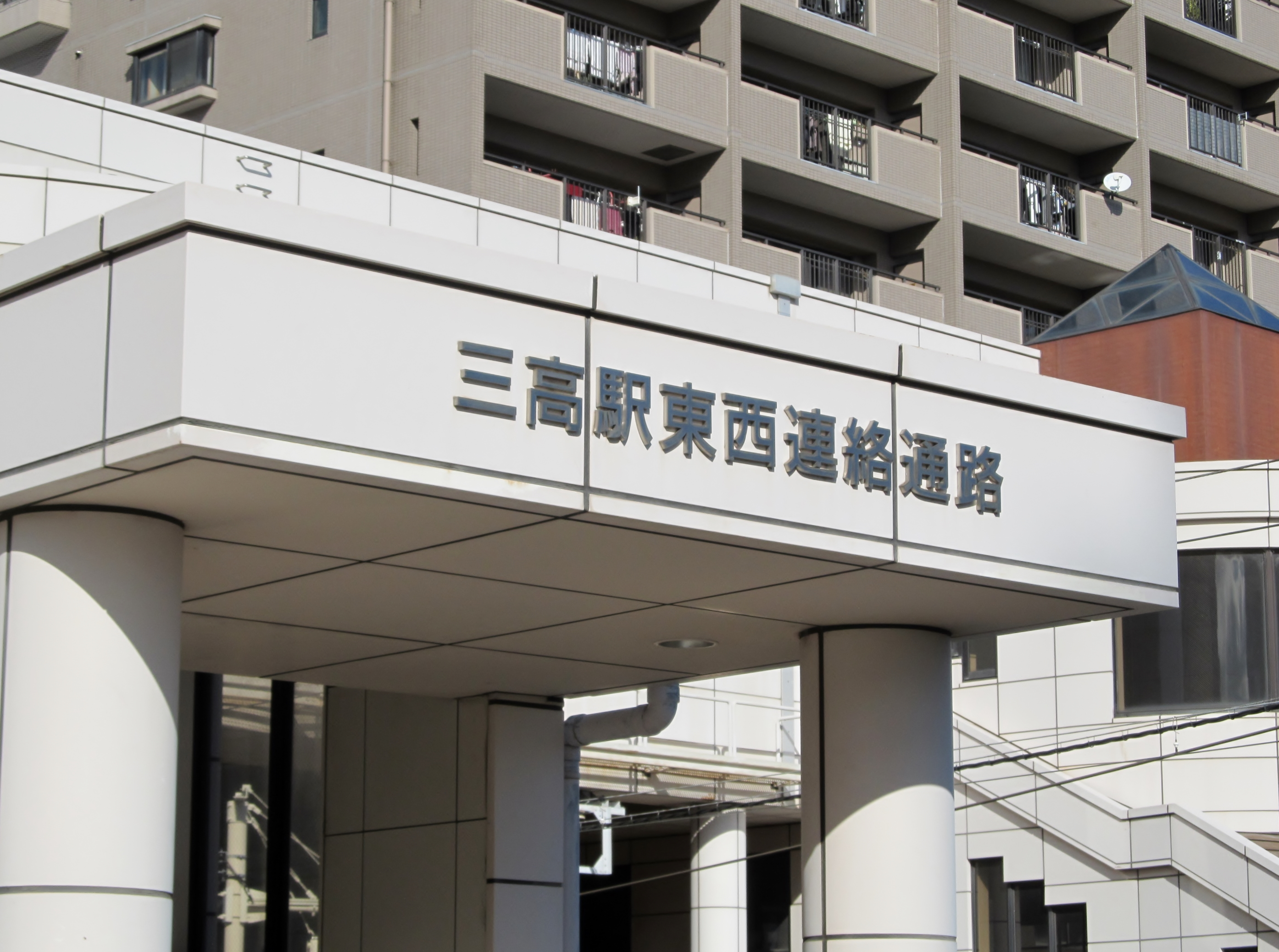
三高駅東西連絡通路
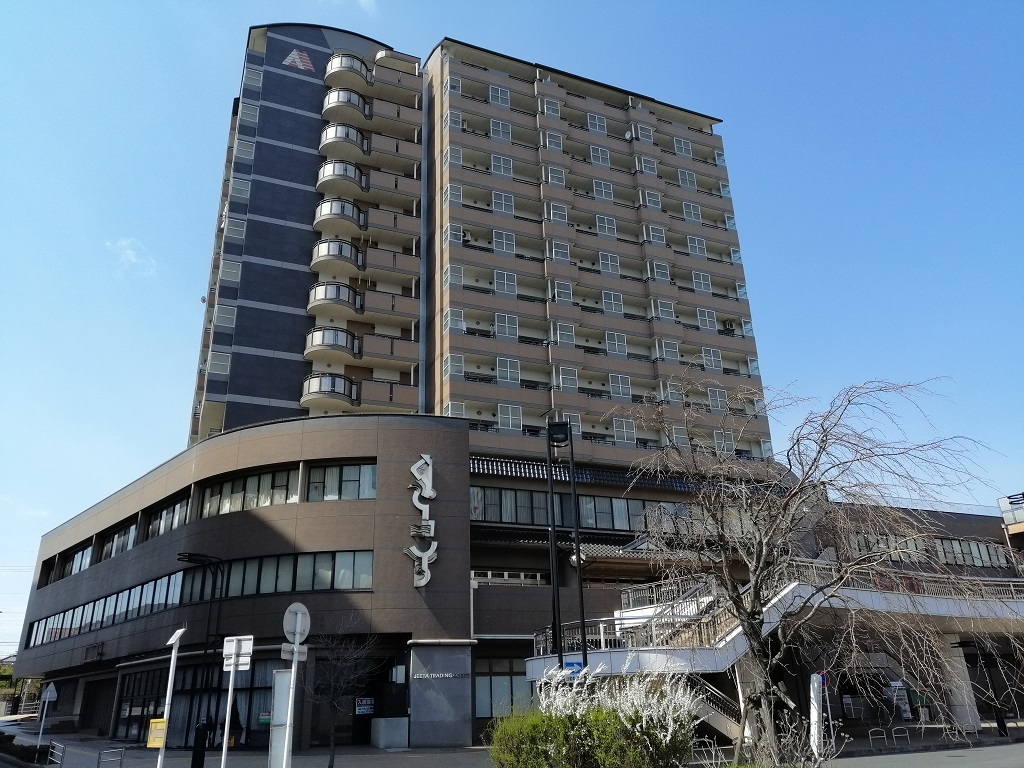
駅とペデストリアンデッキでつながっているサンコート三高

## 駅構造
島式1面2線の列車交換可能な橋上駅。駅集中管理システム（管理駅は知立駅）が導入されており、高浜市の玄関駅であるにもかかわらず無人駅である。エレベーターが設置されている。多機能トイレは旧売店跡を改装して供用開始された。
| 番線 | 路線              | 方向 | 行先     |
| ---- | ----------------- | ---- | -------- |
| 1    | MU 三河線（海線） | 下り | 知立ゆき |
| 2    | MU 三河線（海線） | 上り | 碧南ゆき |

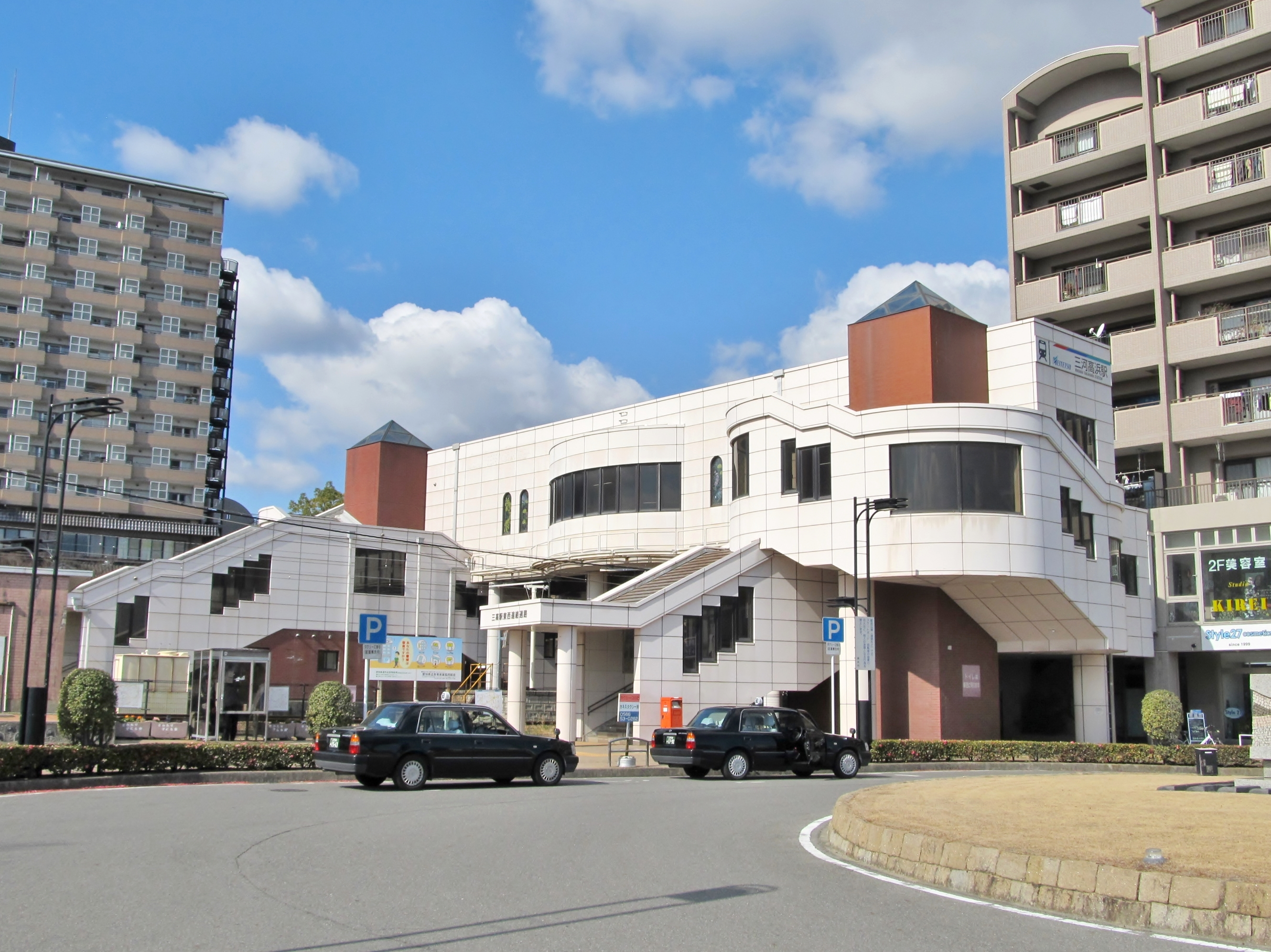
東口
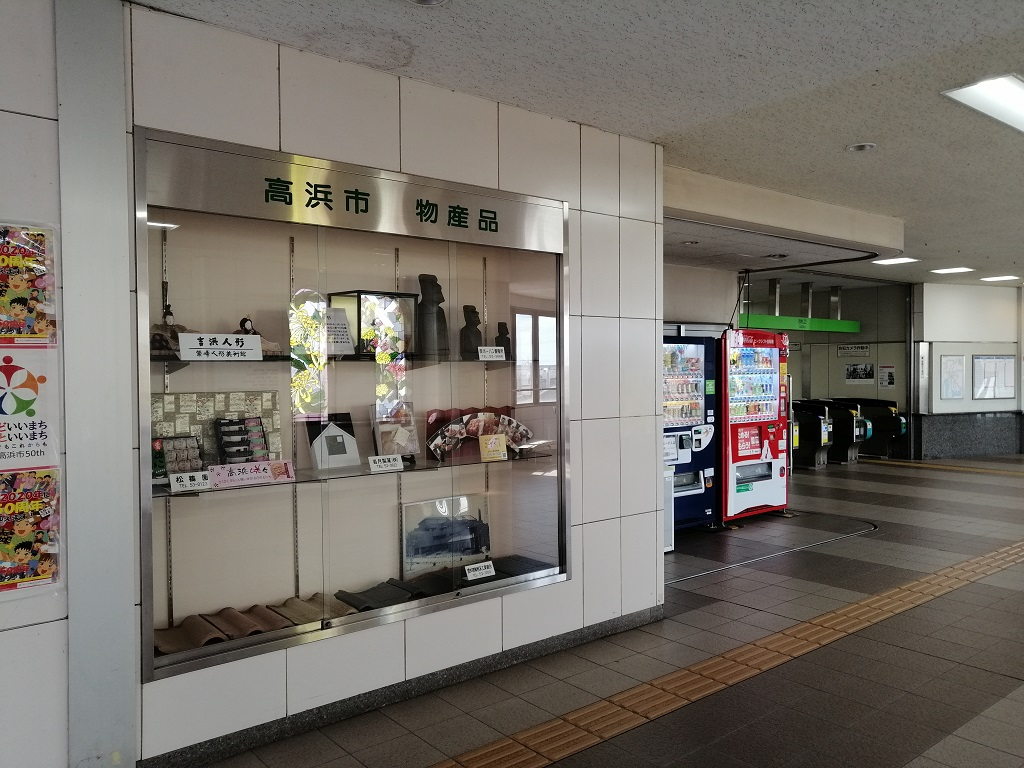
改札口の横にある高浜市物産品のショーケース
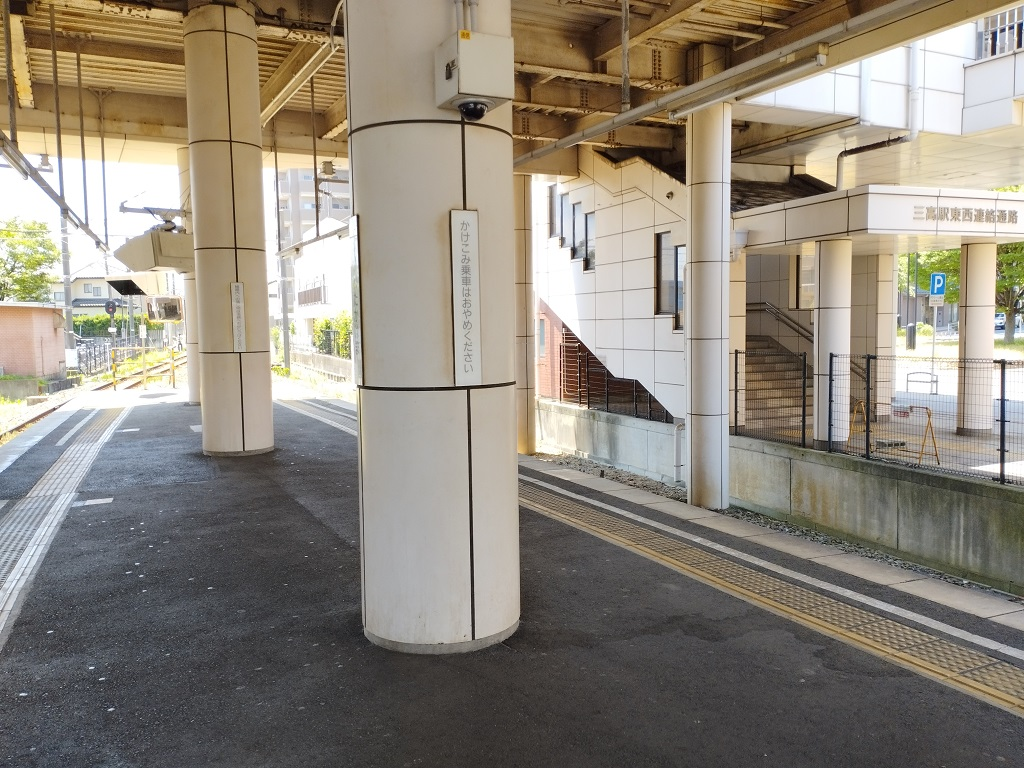
ホーム
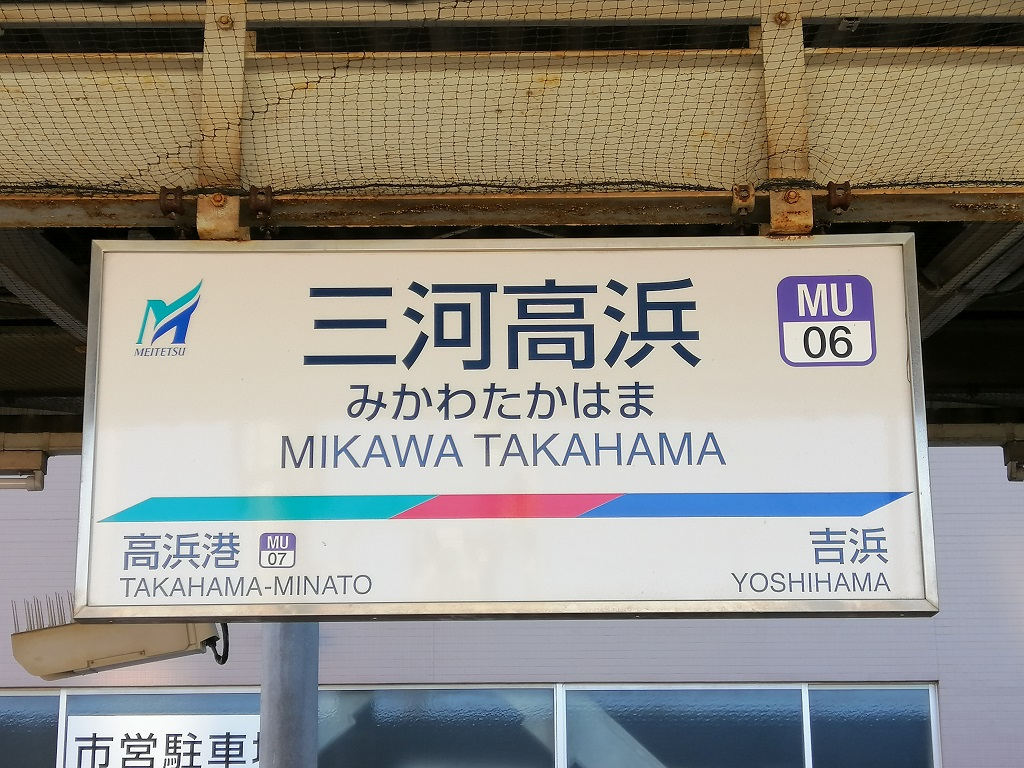
駅名標

### 配線図
| ← 刈谷・ 知立方面 | 三河高浜駅 構内配線略図 | → 碧南方面 |
| 凡例 出典:        |                         |            |

## 利用状況
- 『名鉄120年：近20年のあゆみ』によると2013年度当時の1日平均乗降人員は3,918人であり、この値は名鉄全駅（275駅）中110位、 三河線（23駅）中9位であった[13]。
- 『名古屋鉄道百年史』によると1992年度当時の1日平均乗降人員は3,840人であり、この値は岐阜市内線均一運賃区間内各駅（岐阜市内線・田神線・美濃町線徹明町駅 - 琴塚駅間）を除く名鉄全駅（342駅）中115位、 三河線（38駅）中9位であった[14]。
- 『愛知県統計年鑑』によると1日平均の乗車人員は、2006年度1,753人、2007年度1,768人。
- 『高浜の統計』『移動等円滑化取組報告書』によると、近年の1日平均乗降人員は下表のとおりである[15][16]。

| 年度               | 1日平均 乗降人員 |
| ------------------ | ---------------- |
| 1999年（平成11年） | 3,469            |
| 2000年（平成12年） | 3,352            |
| 2001年（平成13年） | 3,243            |
| 2002年（平成14年） | 3,248            |
| 2003年（平成15年） | 3,350            |
| 2004年（平成16年） | 3,299            |
| 2005年（平成17年） | 3,466            |
| 2006年（平成18年） | 3,526            |
| 2007年（平成19年） | 3,567            |
| 2008年（平成20年） | 3,477            |
| 2009年（平成21年） | 3,313            |
| 2010年（平成22年） | 3,318            |
| 2011年（平成23年） | 3,476            |
| 2012年（平成24年） | 3,703            |
| 2013年（平成25年） | 3,918            |
| 2014年（平成26年） | 4,021            |
| 2015年（平成27年） | 4,184            |
| 2016年（平成28年） | 4,344            |
| 2017年（平成29年） | 4,332            |
| 2018年（平成30年） | 4,409            |
| 2019年（令和元年） | 4,405            |
| 2020年（令和02年） | 3,556            |

## 駅周辺

### 主な施設
- 高浜市役所
- 碧南警察署高浜幹部交番[17]
- 高浜郵便局
- 愛知県立高浜高等学校
- 高浜市立高浜中学校
- ヤマナカ高浜店
- バロー高浜店
- 春日神社
- 大山公園
- 国道419号
- 愛知県道50号名古屋碧南線
- 高浜豊田病院

### バス路線
- 高浜市コミュニティバス「いきいき号」

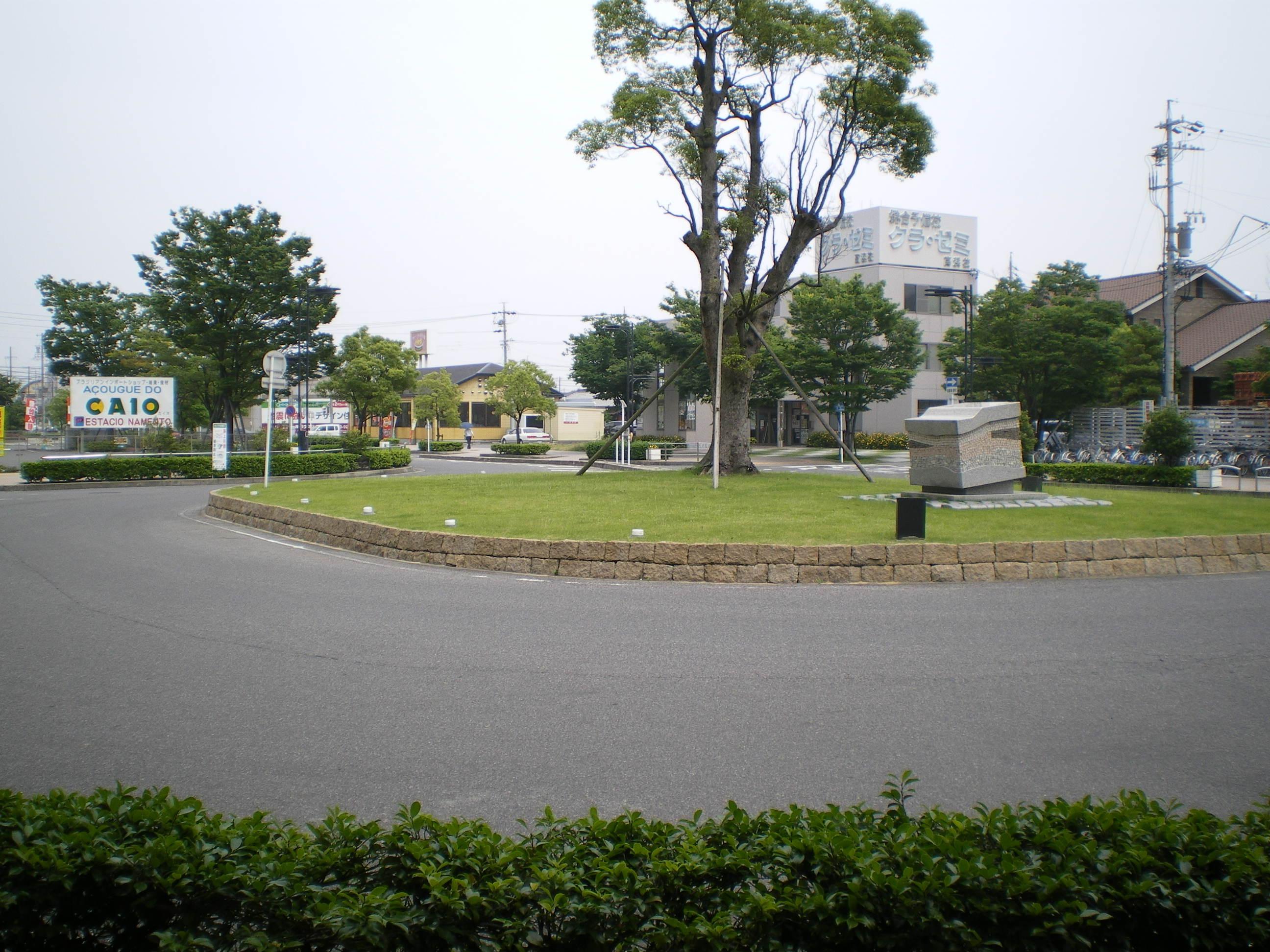
東口駅前ロータリー
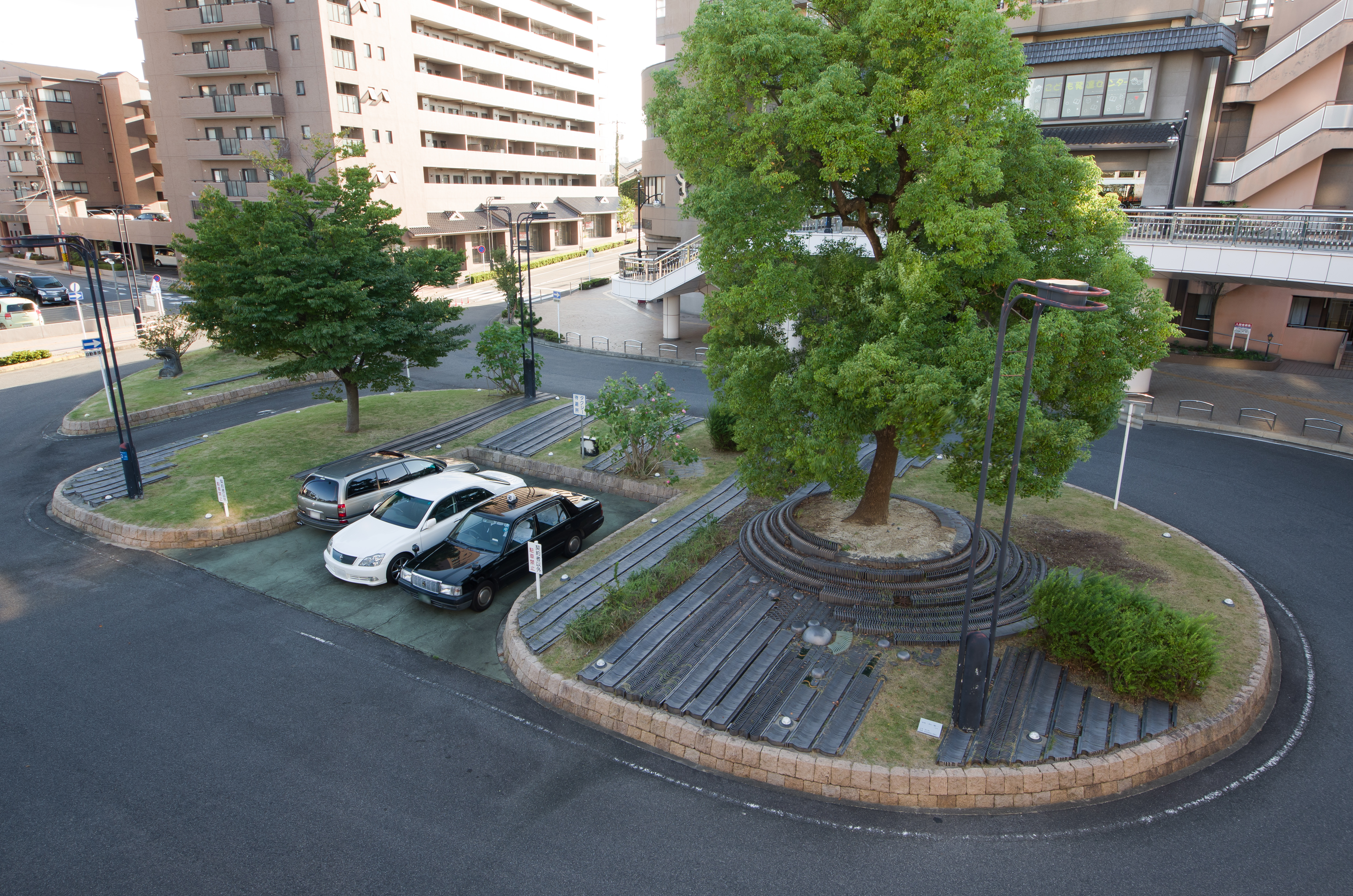
西口にある高浜市名産の三州瓦を用いたモニュメント

## 隣の駅
名古屋鉄道
MU 三河線（海線）
吉浜駅（MU05） - 三河高浜駅（MU06） - 高浜港駅（MU07）